# Echandelys
Echandelys é uma comuna francesa na região administrativa de Auvérnia-Ródano-Alpes, no departamento Puy-de-Dôme. Estende-se por uma área de 24,2 km². Em 2010 a comuna tinha 267 habitantes (densidade: 11 hab./km²).